# Miura (schiereiland)

Locatie in Japan

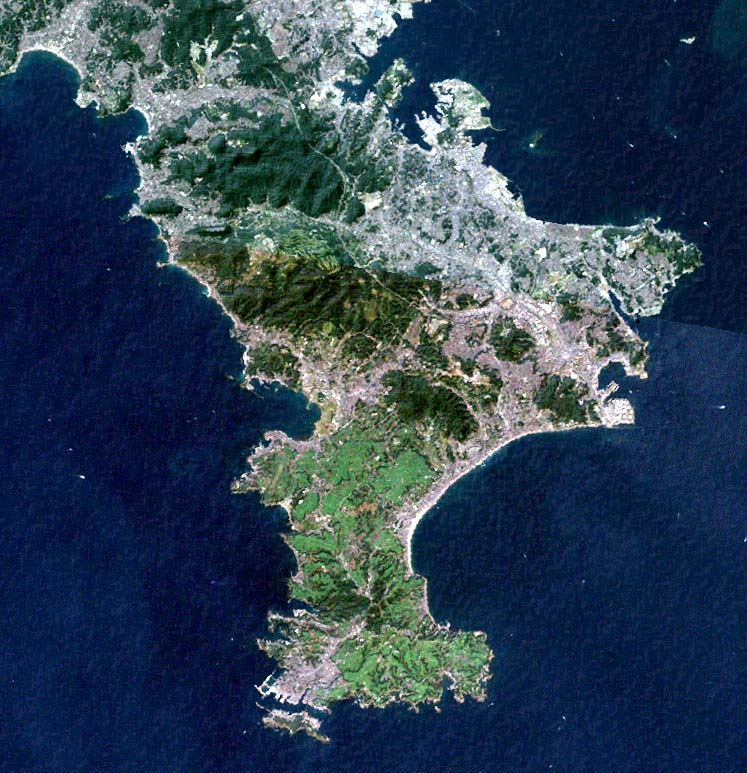
Landsat hoge resolutie afbeelding, data van een Ruimteveer.

Miura (三浦半島, Miura-hantō) is een schiereiland in de prefectuur Kanagawa van Japan. Het ligt ten zuiden van Yokohama en Tokio en scheidt de baai van Tokio, in het oosten, van de baai van Sagami, in het westen. Op Miura liggen de volgende steden en gemeenten: Yokosuka, Miura, Hayama, Zushi en Kamakura.
Het schiereiland is een populaire bestemming voor toeristen uit Tokio. Kaap Tsurugi heeft de oudste vuurtoren in westerse stijl van Japan, in gebruik genomen in 1871.